# Walgettosuchus
Genre
Espèce
Walgettosuchus (signifiant « crocodile de Walgett ») est un genre invalide de dinosaure théropode du Crétacé inférieur retrouvé en Australie. L'espèce-type, Walgettosuchus woodwardi, a été décrite par Friedrich von Huene en 1932. Elle est basée sur l'holotype BMNH R3717, retrouvé dans une strate datée de l'Albien de la formation géologique de Griman Creek (en). Il est constitué d'une vertèbre caudale incomplète d'environ 63 millimètres de longueur.
Von Huene classe Walgettosuchus chez les Ornithomimidae. Lors d'une révision effectuée par Ralph Molnar (en) en 1990, ce dernier note que le type ne peut être distingué des échantillons de vertèbres caudales des Ornithomimidae ou des Allosauridae. Il considère que le genre est nomen dubium, voire probablement un taxon invalide.

## Découverte
En 1905, une vertèbre de théropode est découverte près de Walgett, à Lightning Ridge (New South Wales). Les fossiles ont été envoyés au Musée d'histoire naturelle de Londres et ont été annoncés par Arthur Smith Woodward en 1910.
En 1932, von Huene nomme l'espèce-type Walgettosuchus woodwardi. Le nom générique provient du nom de la ville Walgett et de Soukhos, le nom grec du dieu crocodile égyptien Sobek. Lors des années 1930, von Huene a ainsi créé des noms de dinosaures se terminant par ~suchus plutôt que ~saurus en raison de leur rapprochement plus grand avec les crocodiles qu'avec les lézards. Le nom spécifique est donné en l'honneur de Woodward.